# Баудевейн Зенден
Баудевейн „Боло“ Зенден (на нидерландски: Boudewijn „Bolo“ Zenden) е нидерландски професионален футболист, ляв полузащитник. Той е свободен агент. Висок е 173 см.
Зенден започва професионалната си кариера в ПСВ Айндховен през 1993 г. След това халфът играе за Барселона, Челси, Мидълзбро, Ливърпул и Олимпик Марсилия.
Пристига на Стейдиъм ъф Лайт през 2009 г. Играе за Холандия от 1997 до 2004 г.
През ноември 2012 става помощник-треньор на Рафаел Бенитес в Челси.